# 張樹聲
张树声（1824年—1884年），字振轩，安徽合肥人，为中国清末淮军将领。

## 生平
张树声为廪生出身；1853年（咸丰三年）在乡办团练，1862年（同治元年）随李鸿章来到上海，与刘铭传等分领淮军进攻太平军；后来参与镇压捻军；1872年任江苏巡抚。光绪五年闰三月十三，由贵州巡抚调任廣西巡撫。光绪五年十一月十五（1879年12月27日），升任两广总督。於1879年12月27日至1882年4月19日期間，奉旨接替裕寬擔任兩廣總督；全名為「總督兩廣等處地方提督軍務、糧饟兼巡撫事」的該官職，是兼轄廣西地區的廣東、廣西兩省之最高統治者，亦為清朝封疆大吏之一。
張樹聲又於1882年至1883年，擔任直隶总督；1884年11月病逝于广州，谥靖达。

## 延伸阅读
[在维基数据编辑]
 在维基文库阅读此作者作品
 《清史稿·卷447》，出自趙爾巽《清史稿》